# Samathur
Samathur là một thị xã panchayat của quận Coimbatore thuộc bang Tamil Nadu, Ấn Độ.

## Nhân khẩu
Theo điều tra dân số năm 2001 của Ấn Độ, Samathur có dân số 5752 người. Phái nam chiếm 51% tổng số dân và phái nữ chiếm 49%. Samathur có tỷ lệ 68% biết đọc biết viết, cao hơn tỷ lệ trung bình toàn quốc là 59,5%: tỷ lệ cho phái nam là 73%, và tỷ lệ cho phái nữ là 63%. Tại Samathur, 10% dân số nhỏ hơn 6 tuổi.